# Kleinarl
Kleinarl è un comune austriaco di 775 abitanti nel distretto di Sankt Johann im Pongau, nel Salisburghese.
Qua è nata la sciatrice Annemarie Moser-Pröll.